# Заплазы
Заплазы — железнодорожная станция Одесской ЖД; расположена в селе Солтановка Любашёвского района Одесской области. Построена в 1868 году в качестве полустанка на ветке Балта — Ольвиополь (сейчас — Первомайск). В непосредственной близости (к северу) расположены пгт Зеленогорское и сёла Гвоздавка 2-я и Гвоздавка 1-я, а также, к югу (≈ 10 км), Заплазы Любашевского района.
Соседние станции — Жеребково и Любашёвка. Обслуживает Заплазский сахарный завод и Заплазский хлебоприемный пункт (Зеленогорское).
Расстояние по ЖД:
- Котовск — 65 км
- Подгородная — 90 км
- Слободка — 67 км

Код — 407107, код Э2 — 2208445.
Операции:
- Продажа билетов на все пассажирские поезда.
- Прием и выдача багажа.
- Прием и выдача грузов повагонными и мелкими отправками, загружаемых целыми вагонами, только на подъездных путях и местах необщего пользования.